# Estação Manoteras

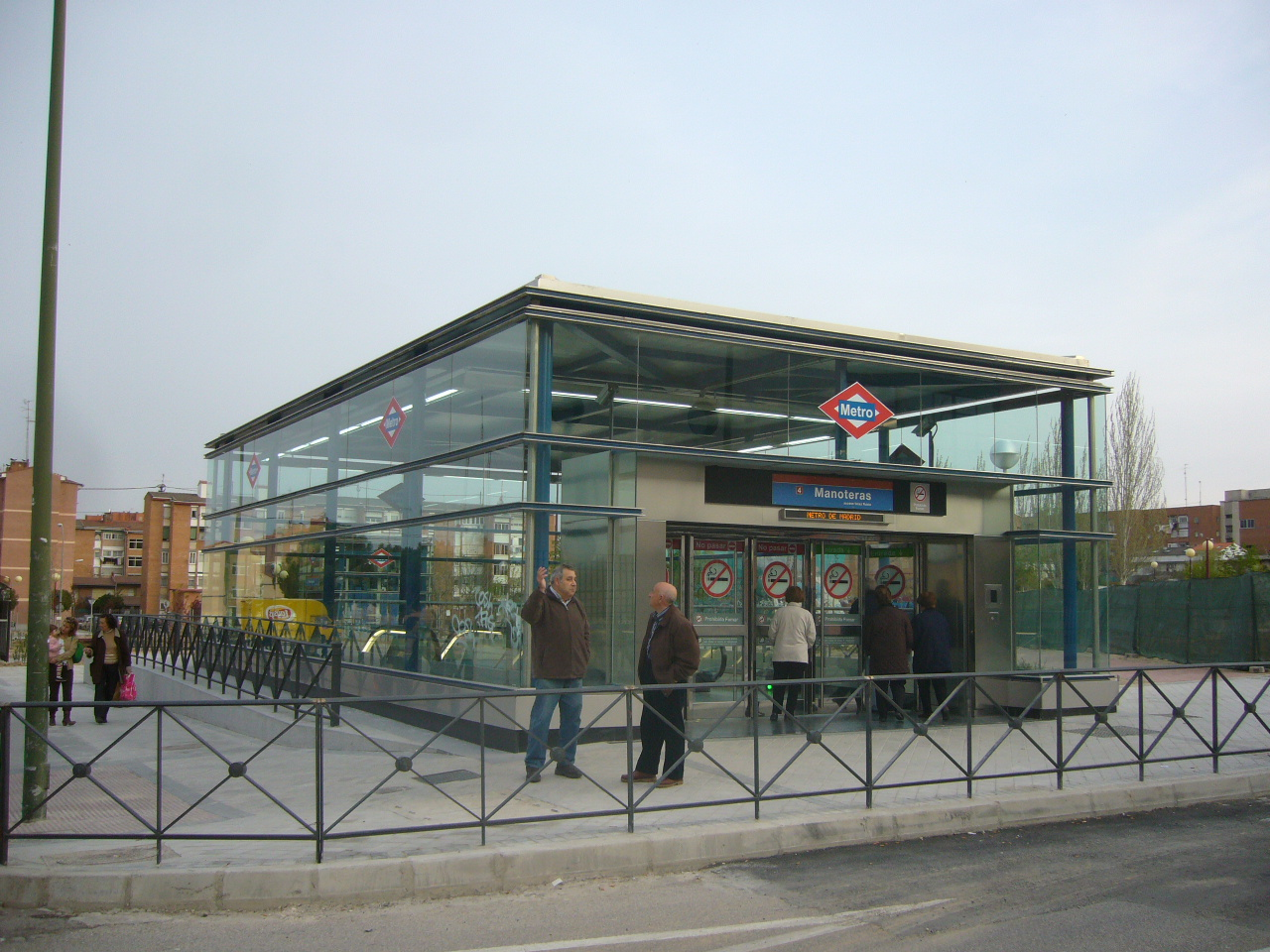
Acesso à Estação.

Manoteras é uma estação da Linha 4 do Metro de Madrid.

## História
A estação abriu ao público em 11 de abril de 2007.[carece de fontes?]